# 1908 au théâtre
| Années du théâtre : 1905 - 1906 - 1907 - 1908 - 1909 - 1910 - 1911    |
| Décennies du théâtre : 1870 - 1880 - 1890 - 1900 - 1910 - 1920 - 1930 |

Cet article présente les faits marquants de l'année 1908 au théâtre.

## Événements
La première saison théâtrale de Serge Diaghilev à Paris : Boris Godounov de Moussorgski à l'Opéra Garnier avec Fédor Chaliapine, sous la direction d'Emil Cooper.

## Pièces de théâtre représentées
- 28 février : Ramuntcho de Pierre Loti (avec Sylvie dans le rôle de Gracieuse, René Alexandre et Vargas) au Théâtre de l'Odéon.
- 22 avril : Le Scandale de Monte-Carlo de Sacha Guitry, Théâtre du Gymnase
- 7 décembre : Le Foyer d'Octave Mirbeau
- Petite Hollande de Sacha Guitry, Théâtre de l'Odéon

## Naissances
- 12 juillet : Alain Cuny.
- 23 août : Arthur Adamov.
- 21 octobre : Pierre Dux.

## Décès
- 8 novembre : Victorien Sardou, auteur dramatique français, né le 5 septembre 1831.